# 李鳳英
李鳳英，SBS ，BBS，MBE，JP（1950年12月2日—），曾任香港立法會議員，來自勞工界。李鳳英為新界沙頭角原居民，2004年獲邀為鄉議局顧問。

## 從政經歷
李鳳英是繼李啟明後，港九勞工社團聯會在立法會的代表，並以功能界別勞工界名義參選，連續擔任三屆。她現時是港九勞工社團聯會的第三副主席。
2012年，李鳳英宣佈不會參與2012年香港立法會選舉，正式結束其議員生涯。

## 評價
雖然港九勞工社團聯會是泛民主派中職工盟的旗下工會，惟李鳳英在立法會中的表現，被劃入親建制派中 。而職工盟立法會議員李卓人曾指，雖與李鳳英在政治立場上有分歧，但李鳳英一向傾力於爭取勞工權益 。
李鳳英亦為少數親建制派人士曾出席泛民主派元老司徒華的追思會之一 。

## 外部連結
- 香港立法會：李鳳英議員